# Ljudevit Selo
Ljudevit Selo – wieś w Chorwacji, w żupanii bielowarsko-bilogorskiej, w mieście Daruvar. W 2011 roku liczyła 252 mieszkańców.